# كي ويل
كم هيونغ سو (هانغل: 김형수; من مواليد  30 ديسمبر، 1981)، يشتهر باسمه الفني K.Will (هانغل: 케이윌) هو مغن مؤلف وموسيقي البالاد كوري جنوبي، ومدرب صوت، و دي جي في المحطة الإذاعية 107.7 SBS Power FM (يستخدم إسمه الحقيقي وكذلك إسمه دي جي).
كي.ويل أصبح معروفا لأول مرة في كوريا الجنوبية عبر أغنيته المنفردة “Dream” في الألبوم “A Love to Kill” OST، أطلق في عام 2006. سنة بعد هذه الأغنية المنفردة، أصدر أول ألبوم له “right Heart” في عام 2007. كي.ويل عاد بأغنية منفردة ناجحة وهي، "Love 119،" في ديسمبر 2008. وتبع ذلك ألبوم مصغر  “Dropping the Tears” في أبريل 2009 وألبومه الثاني “Miss، Miss and Miss” في نوفمبر 2009.

## برامج تلفزيونية
| سنة  | عنوان                      | شبكة |
| ---- | -------------------------- | ---- |
| 2013 | Gag Concert (Ep.435)       | KBS2 |
| 2013 | Barefooted Friends (Ep.25) | SBS  |
| 2014 | Real Men                   | MBC  |
| 2014 | No Mercy                   | Mnet |
| 2015 | 끝까지 간다                | JTBC |

## ديسكوغرافيا
- right Heart (2007)
- Missing You (2009)
- The Third Album Part 1 (2012)
- The Third Album Part 2: Love Blossom (2013)

## فيلموغرافيا
| سنة  | عنوان                                                           | دور        | ملاحظات                                                                                            |
| ---- | --------------------------------------------------------------- | ---------- | -------------------------------------------------------------------------------------------------- |
| 2009 | Soul Special - تاريخ الإصدار : 28 سبتمبر، 2009 - 5 نوفمبر، 2009 | Park Ju-ho | Online music drama (12 episodes، 5 minutes each) released on TVon Nate.com (see References below). |
| 2011 | Spy Myung Wol                                                   | كي.ويل     | كفني في حلقة 10                                                                                    |
| 2015 | Hyde، Jekyll، Me - تاريخ الإصدار : 19 مارس، 2015                | كي.ويل     | كفني في حلقة 18                                                                                    |
| 2015 | Producers - تاريخ الإصدار : 19 يونيو، 2015                      | كي.ويل     | كفني في حلقة 9                                                                                     |

## أرشيف الأخبار
- (인터뷰) 가수 케이윌، 학창시절 독서실서 쫓겨나 ‘노래 부르다 보니’ ① 한국재경신문 نسخة محفوظة 31 مارس 2010 على موقع واي باك مشين. : (Interview) K.Will، kicked out of a study room? ‘For singing’ Part 1
- (인터뷰) 솔로가수 케이윌، ‘그룹 활동 다시 해보고피’ ③ نسخة محفوظة 30 مارس 2010 على موقع واي باك مشين. : (Interview) Singing alone، ‘want to be in a group someday’ Part 3
- 박진영 "케이윌، 천재성•노력•창법 갖춘 완벽신인 : Park Jin-young & Rain complements K.Will
- 케이윌، '초고음 2탄' 셀린 디옹 화제 : UCC of K.Will singing a Celine Dion’s song is a hot issue
- 케이윌 "동방신기، 아이돌 중 최고 보컬 : K.Will says ‘TVXQ is the most talented of the Idol groups’

## روابط خارجية
- كي ويل على موقع ميوزك برينز (الإنجليزية)
- كي ويل على موقع ديسكوغز (الإنجليزية)

- ستارشيب إنترتينمنت
- كي.ويل على صفحة كيوورلد
- كي.ويل على فن كافي
- كي.ويل على تويتر
- كي.ويل على فايسبوك